# Killing Me Softly (альбом)
Killing Me Softly — пятый студийный альбом американской певицы Роберты Флэк, выпущенный в 1973 году на лейбле Atlantic Records. Продюсером альбома стал Джоэл Дорн.
Самой популярной песней на альбоме стала «Killing Me Softly with His Song», она заняла первое место в чарте Billboard Hot 100 и выиграла две премии «Грэмми». Сам альбом занял 3-е место в чарте Billboard Top LPs и 2-е место в чарте Top Soul Albums. Пластинка была номинирована на «Грэмми» как альбом года, но проиграла Innervisions Стиви Уандера. В США альбом также имеет две платиновые сертификации.

## Список композиций
| №  | Название                          | Автор(ы)                         | Длительность |
| -- | --------------------------------- | -------------------------------- | ------------ |
| 1. | «Killing Me Softly with His Song» | Чарльз Фокс, Норман Гимбел       | 4:49         |
| 2. | «Jesse»                           | Дженис Иан                       | 4:03         |
| 3. | «No Tears (In the End)»           | Ральф Макдональд, Уильям Слейтер | 4:56         |
| 4. | «I’m the Girl»                    | Джеймс Алан Шелтон               | 4:55         |

| №  | Название            | Автор(ы)                         | Длительность |
| -- | ------------------- | -------------------------------- | ------------ |
| 1. | «River»             | Джин Макдэниелс                  | 5:03         |
| 2. | «Conversation Love» | Терри Плюмери, Билл Сейман       | 3:43         |
| 3. | «When You Smile»    | Ральф Макдональд, Уильям Слейтер | 3:44         |
| 4. | «Suzanne»           | Леонард Коэн                     | 9:44         |

## Позиции в хит-парадах
Еженедельные чарты:
| Хит-парад (1973)                       | Высшая позиция |
| -------------------------------------- | -------------- |
| Австралия (Kent Music Report)          | 11             |
| Канада (RPM Top Albums/CDs)            | 13             |
| Германия (Offizielle Top 100)          | 47             |
| Нидерланды (Album Top 100)             | 9              |
| Норвегия (VG-lista)                    | 6              |
| Великобритания (UK Albums Chart)       | 40             |
| США (Billboard 200)                    | 3              |
| США (Billboard Top R&B/Hip-Hop Albums) | 2              |

Годовые чарты:
| Хит-парад (1973)         | Позиция |
| ------------------------ | ------- |
| Нидерланды (Buma/Stemra) | 63      |

## Сертификации и продажи
| Регион | Сертификация  | Продажи    |
| --- | ------------- | ---------- |
| Канада (Music Canada) | Золотой       | 50 000^    |
| США (RIAA) | 2× Платиновый | 2 000 000^ |
| * Данные о продажах приведены только на основе сертификации. ^ Данные о тиражах приведены только на основе сертификации. |               |            |